# السيدة الأولى للجمهورية العربية السورية
السيدة الأولى للجمهورية العربية السورية أو سيدة سوريا الأولى هو لقب يُطلق على زوجة الرئيس السوري الحالي. من عام 1971 إلى عام 2024، جاءت سيدتان أوليان متتاليتان من نفس العائلة الحاكمة، آل الأسد.

## قائمة السيدات
| الاسم          | البداية        | النهاية        | المدة                      | الرئيس            |
| -------------- | -------------- | -------------- | -------------------------- | ----------------- |
| بهيرة الدالاتي | 17 أغسطس 1943  | 30 مايو 1949   | 5 سنوات و9 أشهر و14 يوم    | شكري القوتلي      |
| نوران الزعيم   | 11 أبريل 1949  | 14 أغسطس 1949  | 4 أشهر و4 أيام             | حسني الزعيم       |
| –              | 14 أغسطس 1949  | 15 أغسطس 1949  | يومين                      | سامي الحناوي      |
| –              | 15 أغسطس 1949  | 2 ديسمبر 1951  | سنتين و 3 أشهر 18 يوم      | هاشم الأتاسي      |
| –              | 3 ديسمبر 1951  | 11 يوليو 1953  | سنة و 7 أشهر و9 أيام       | فوزي سلو          |
| فطينة الفنري   | 11 يوليو 1953  | 25 فبراير 1954 | 7 أشهر و15 يومًا            | أديب الشيشكلي     |
| –              | 28 فبراير 1954 | 6 سبتمبر 1955  | سنةً واحدة و6 أشهر و10 أيام | هاشم الأتاسي      |
| بهيرة الدالاتي | 6 سبتمبر 1955  | 22 فبراير 1958 | سنتين و 5 أشهر و17 يومًا    | شكري القوتلي      |
| تحية كاظم      | 22 فبراير 1958 | 14 ديسمبر 1961 | 3 سنوات و 9 أشهر و23 يومًا  | جمال عبد الناصر   |
| شهيرة القدسي   | 14 ديسمبر 1961 | 8 مارس 1963    | سنة واحدة وشهرين و23 يومًا  | ناظم القدسي       |
| –              | 9 مارس 1963    | 27 يوليو 1963  | 4 أشهر و19 يومًا            | لؤي الأتاسي       |
| زينب الحافظ    | 27 يوليو 1963  | 23 فبراير 1966 | سنتين و 6 أشهر و28 يومًا    | أمين الحافظ       |
| سلمى الحسيبي   | 25 فبراير 1966 | 18 نوفمبر 1970 | 4 سنوات و 8 أشهر و25 يومًا  | نور الدين الأتاسي |
| أنيسة مخلوف    | 12 مارس 1971   | 10 يونيو 2000  | 29 سنةً وشهران و29 يومًا     | حافظ الأسد        |
| أسماء الأسد    | 13 ديسمبر 2000 | 8 ديسمبر 2024  | 23 سنةً و11 شهرًا و25 يومًا   | بشار الأسد        |
| لطيفة الدروبي  | 29 يناير 2025  | حتى الآن       | 5 أشهرٍ و7 أيامٍ             | أحمد الشرع        |